# Сирет (река)
Вижте пояснителната страница за други значения на Сирет.
Сирет (на украински: Серет; на румънски: Siret) е река в Украйна (Чернивецка област) и Румъния (окръзи Ботошани, Сучава, Яш, Нямц, Бакъу, Вранча, Галац и Браила), ляв приток на Дунав. Дължината ѝ е 726 km, от които 115 km в Украйна и 611 km в Румъния. Площта на водосборния ѝ басейн е 43 960 km².
Река Сирет води началото си от североизточния склон на Източните Карпати, западно от прохода Садзу (1077 m), на 1257 m н.в., в югозападната част на Черновицка област на Украйна. В началото тече на север, при сгт Берегомет завива на изток, а при град Сторожинец – на изток-югоизток. При румънския град Сирет навлиза на румънска територия и до устието си следва генерално направление юг-югоизток. С изключение на най-горното си течение протича между източните подножия на Източните Карпати и западната периферия на Молдовските възвишения – платата Сучава и Бърлад. В най-долното си течение преминава през североизточната част на Долнодунавската равнина Влива се отляво в река Дунав, при южните квартали на град Галац, на 2 m н.в., като се явява предпоследният голям приток на Дунав.
На юг и запад водосборният басейн на Сирет граничи с водосборните басейни на реките Келмецуй, Яломица, Олт и Тиса (леви притоци на Дунав), а на север и изток – с водосборния басейн на река Прут (ляв приток на Дунав). В тези си граници площта на водосборният басейн на реката възлиза на 43 960 km² (5,38% от водосборния басейн на Дунав.
Река Сирет получава множество, предимно десни притоци, поради това че границата на водосборния ѝ басейн от изток е близо до течението ѝ. Основни притоци:
- леви – Бърлад (207 km, 7330 km²), Бърледел;
- десни – Малък Сирет (61 km, 567 km²), Сучава (173 km, 2625 km²), Шомузу Маре (62 km, 483 km²), Молдова (213 km, 4299 km²), Бистрица (283 km, 7039 km²), Тратуш (162 km, 4456 km²), Путна (153 km, 2480 km²), Ръмнику Сърат (137 km, 1063 km²), Бузъу (302 km, 5264 km²).[3]

Подхранването на реката е смесено – дъждовно и снежно. Има ясно изразено пролетно пълноводие с епизодични лятно-есенни прииждания причинени от поройни дъждове. През зимата често се проявява вторично (по-ниско) пълноводие в резултат на временни затопляния и свързаните с тях снеготопене и дъждове. Средният годишен отток в устието ѝ е 185 m³/sec. Годишно внася в река Дунав около 12 млн. тона наноси. Замръзва през декември, а се размразява през февруари, но ледовите явления не са ежегодни. Плавателна е за плиткогазещи съдове до град Бърлад.
По течението на Сирет са разположени стотици населени места:
- Украйна – Чернивецка област: град Сторожинец; сгт Берегомет.
- Румъния – градове Сирет и Литени (акръг Сучава); Пашкани (акръг Яш; Роман (акръг Нямц); Бакъу (окръг Бакъу); Аджуд, Марешещи (окръг Вранча); Галац (окръг Галац.[3]

## Други
На Серет е наречена улица в квартал „Илинден“ в София (Карта).